# Новак Рогановић
Новак Рогановић (Сента, 14. јануар 1932 — Нови Сад, 4. фебруар 2008) био је српски фудбалер.
Играо је за Војводину, Аустрију Беч и Енсхедесе бојсе.

## Клупска каријера
Почео је каријеру у екипи Сенте, а од 1953. до септембра 1963. одиграо је 157 првенствених утакмица и постигао седам голова за новосадску Војводину.
Припадао је незаборавној генерацији са Бошковом, Веселиновићем, Крстићима, Рајковом, Ивошем и осталима, али и оној млађој, првој шампионској, са Пантелићем, Брзићем, Такачем, Николићем, Секерешом и другима.
Једну сезону (1963/64) одиграо је у бечкој Аустрији, а 1964/65. за холандску екипу Енсхедесе бојси у којој је завршио каријеру.

## Репрезентативна каријера
Поред три утакмице за Б селекцију (1959—1961), одиграо је и седам утакмица за сениорску репрезентацију Југославије. Дебитовао је 1. јануара 1960. против Марока (5 : 0) у Казабланци, а последњу утакмицу одиграо је 10. септембра 1960. против Данске (3 : 1) у Риму у финалу Олимпијског фудбалског турнира на коме су југословенски фудбалери освојили златну медаљу.